# Electronics World
Electronics World; siden januar 1996 (vol 102, no. 1718) (fra 1911 The Marconigraph, fra 1913 Wireless World, og i september 1984 omdøbt til Electronics & Wireless World og senere til Electronics World & Wireless World)
er et teknisk orienteret britisk tidsskrift om elektronik og RF ingeniørarbejde målrettet mod professionelle design ingeniører. Electronics World udgives månedligt på papir og digitale formater.
Det redaktionelle indhold i Electronics World dækker hele området elektronik og RF industri aktiviteter inklusiv teknologi, systemer, komponenter, design, udviklingsværktøjer, software, datanet, kommunikationsværktøjer og instrumentation.

## Historie
Marconi Company udgav den første udgave af tidsskriftet The Marconigraph i april 1911. Dette månedlige tidsskrift var det første betydningsfulde tidsskrift dedikeret til trådløs kommunikation, og det cirkulerede mest mellem Marconi ingeniører og operatører.
April 1913 efter to år og 24 udgivelser blev The Marconigraph til Wireless World.
Fra 1. april 1922 blev tidsskriftet kendt The Wireless World and Radio Review efter en fusion med The Radio Review, et månedligt tidsskrift som første gang blev udgivet i London i oktober 1919.
The Wireless World and Radio Review var også målrettet hjemmekonstruktører, og udgav artikler om hvordan radiomodtagere - og efter BBC startede regelmæssigt med at sende 405-linjer TV-programmer fra Alexandra Palace i 1936 - en detaljeret beskrivelse af, hvordan du bygger dit eget TV-apparat - inklusiv konstruktion af billedrørets afbøjningsspoler (ikke en opgave for sarte sjæle). En lignende artikelserie blev udgivet efter 1945 og anvendende elektronrøret EF50.